# Krasnaja Zwiezda (rejon kurtamyski)
Krasnaja Zwiezda (ros. Красная Звезда) – wieś (dieriewnia) w Rosji, w obwodzie kurgańskim, w rejonie kurtamyskim. W 2010 liczyła 68 mieszkańców, Rosjan i Kazachów.